# Troccas

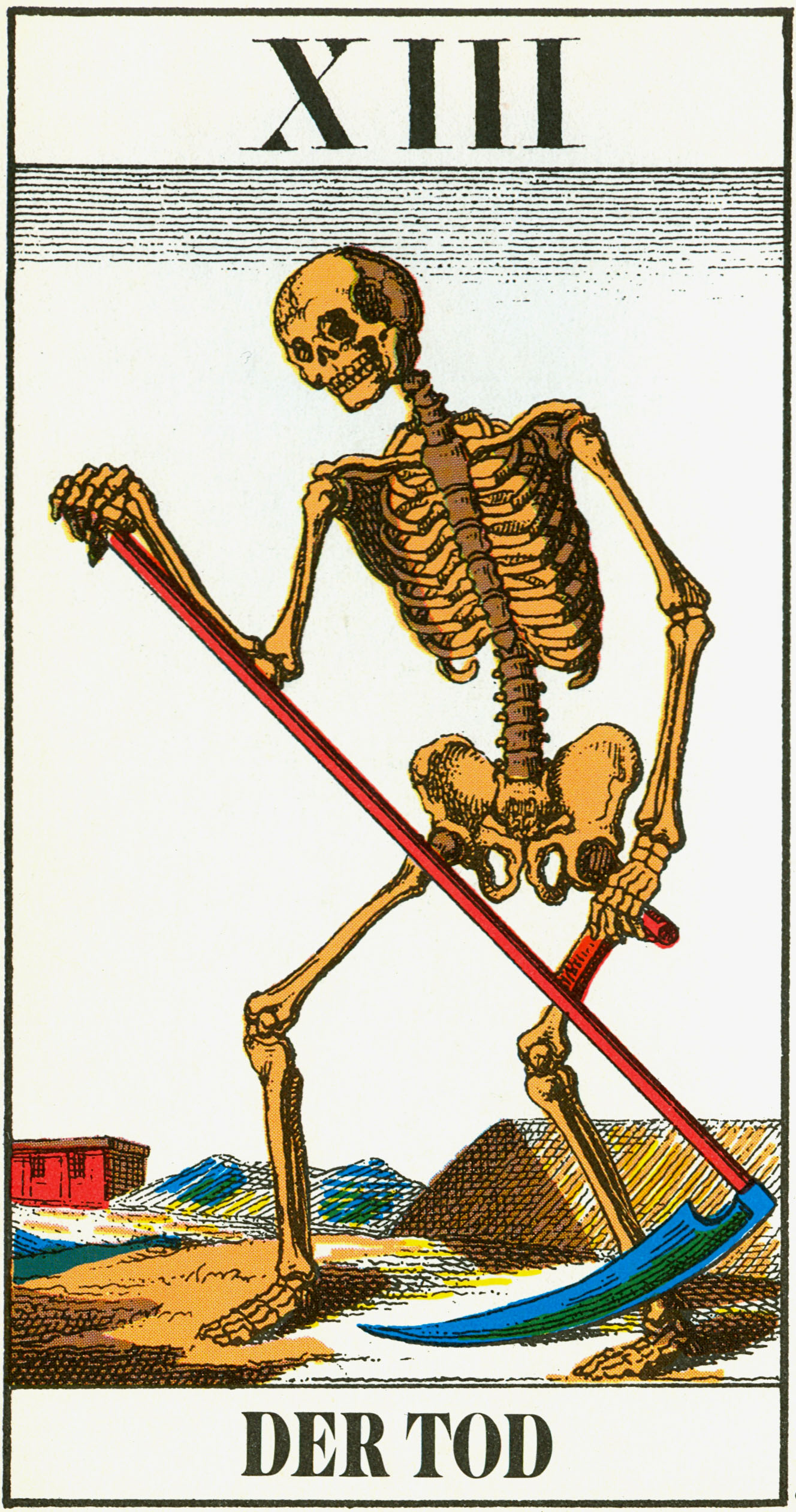
Troccaskarte Der Tod

Troccas ist ein Kartenspiel der Tarock-Familie. Es wurde in die Liste der lebendigen Traditionen in der Schweiz aufgenommen. Gespielt wird es im rätoromanisch-sprachigen Teil des Kantons Graubünden, und zwar in der Surselva um die Orte Sedrun, Disentis, Medel, Sumvitg, Trun, Breil/Brigels, Dardin, Tavanasa, Andiast, Rueun, Pigniu, Ilanz, Laax, Falera und Domat/Ems. Wie das Tarock-Spiel in die Schweiz kam, ist nicht bekannt. Angenommen wird aber, dass es den Weg in die Schweiz im 17. Jahrhundert über Italien gefunden hat.
Troccas heisst übersetzt Tarock. Und damit ist einerseits das Spiel gemeint, ist aber andererseits die Bezeichnung der einzelnen Trümpfe. Von diesen hat es 21 im Kartenset.
Dieses Spiel wird immer noch aktiv gespielt. Es gibt Turniere, und im Januar 2018 fanden die 13. Bündner Troccas-Meisterschaften in Schluein statt. Turniere werden durch die einzelnen Clubs oder durch den Bündner Troccasverband organisiert. Es gibt Spielvariationen von drei bis sechs Spielern. Meist wird Troccas aber zu viert gespielt, jeweils zwei Spieler als Team gegen die anderen zwei.
Im Unterschied zum Jassspiel wird während des Kartenausteilens in eigens dafür vorgesehenen Momenten den Mitspielern in codierter Form mitgeteilt („tschintschar“), was man in den Händen hält und ob sich ein weiteres Austeilen lohnen würde. Falls niemand mit den erhaltenen Karten zufrieden ist, darf nochmals neu ausgeteilt werden. Im grundsätzlichen Ablauf wird das Spiel in allen Gebieten gleich gespielt, die Ausdrücke des Tschintschars variieren jedoch von Gegend zu Gegend, von Dorf zu Dorf, von Wirtshaus zu Wirtshaus und von Spielergemeinschaft zu Spielergemeinschaft.

## Die Karten

La Lune (der Mond) des Vorläufersets Tarot de Besançon

Karten Figuren und Farben

Karten Zahlen und Farben

Gespielt wird mit Karten, die Bilder aus dem 19. Jahrhundert enthalten und in der Werkstatt des Kartenmachers Johann Georg Rauch ungefähr 1831–1838 entworfen worden sind. Diese Karten sind im Fachhandel unter 1JJ-Tarot bzw. Swiss Tarot erhältlich und haben sich aus dem Tarot de Besançon entwickelt. Diese sind wiederum aus dem Tarot de Marseille hervorgegangen. Beim 1JJ-Tarot und beim Tarot de Besançon kommen die Trümpfe Jupiter und Juno vor. Die Karten sind immer noch im Handel erhältlich, da sie auch in der Esoterik für das Kartenlegen gebraucht werden. Sie sind aber nicht, wie viele neuartige Tarotkarten, von Okkultisten gestaltet und mit esoterischer Symbolik ergänzt worden. Trotzdem zeigen sie im Gegensatz zu Karten anderer Tarockspiele, z. B. Königrufen, die klassischen Motive.
Ein Troccas-Kartenset besteht aus 78 Karten mit 21 Trumpfkarten und vier Farben zu je 14 Karten und einem Narr (Joker). Die Farben teilen sich auf in Münzen, Stäbe, Schwerter und Kelche. Es gibt Zahlkarten von 1 bis 10 und Figurenkarten König, Königin, Ritter und Bube. Die Trumpfkarten sind nummeriert in römischen Zahlen von 1 bis 21. Der Narr kann als Joker eingesetzt werden, hat jedoch keinen Stechwert.
Es gibt folgende Troccas (Trümpfe):
| Nummer | Deutscher Name     | Rätoromanische Namen                                                        | Deutsche Übersetzung zu alternativen Namen                                      |
| ------ | ------------------ | --------------------------------------------------------------------------- | ------------------------------------------------------------------------------- |
| I      | Der Magier         | il bagat                                                                    | der Magier                                                                      |
| II     | Junon              | la gaglina, la biua                                                         | das Huhn, das Huhn (Kindersprache)                                              |
| III    | Die Herrscherin    | l’imperatura                                                                | die Herrscherin                                                                 |
| IIII   | Der Herrscher      | igl imperatur                                                               | der Herrscher                                                                   |
| V      | Jupiter            | il da Cuoz, il Diu fauls                                                    | derjenige von Cuoz (ein Quartier in Disentis), der falsche Gott                 |
| VI     | Die Liebenden      | ils inamurai                                                                | die Liebenden                                                                   |
| VII    | Der Wagen          | il carr, la Catrina en crotscha                                             | der Wagen, Katharina in der Kutsche                                             |
| VIII   | Gerechtigkeit      | la giustia, la stadera                                                      | die Gerechtigkeit, die Waage                                                    |
| VIIII  | Der Eremit         | il pader                                                                    | der Mönch                                                                       |
| X      | Rad des Schicksals | la roda dalla fortuna, la ventira                                           | das Schicksalsrad, das Glück                                                    |
| XI     | Kraft              | la forza                                                                    | die Kraft                                                                       |
| XII    | Der Gehängte       | il pendiu                                                                   | der Gehängte                                                                    |
| XIII   | Der Tod            | la mort                                                                     | der Tod                                                                         |
| XIIII  | Mässigkeit         | la tempronza, igl aunghel                                                   | die Mässigkeit, der Engel                                                       |
| XV     | Der Teufel         | il giavel, il da cornas, il naucli, il bab dallas femnas                    | der Teufel, der Gehörnte, der Böse, der Vater der Mädchen                       |
| XVI    | Der Turm           | la casa da Diu, il tiaratriembel, il cametg, la Cadi, la claustra barschada | das Haus Gottes, das Erdbeben, der Blitz, die Kirche, das verbrannte Kloster    |
| XVII   | Der Stern          | las steilas                                                                 | die Sterne                                                                      |
| XVIII  | Der Mond           | la glina                                                                    | der Mond                                                                        |
| XVIIII | Die Sonne          | il sulegl                                                                   | die Sonne                                                                       |
| XX     | Gericht            | la dertgira, ils bluts, ils bluts digl aug Rest, la giuventetgna            | das Gericht, die Nackten, die Nackten des Onkel Christian, die Jugend           |
| XXI    | Die Welt           | il mund, la vaca, la biala, il min, il miau, la ferma                       | die Welt, die Kuh, die Schöne, die Katze (Kindersprache), die Katze, die Schöne |

Diese Trumpfkarten-Bilder haben für das Spiel keine Bedeutung. Die Nummern geben die Stichkraftordnung an: Ein Trumpf mit einer höheren Nummer sticht einen niedrigeren. Angemerkt sei, dass in den meisten anderen Tarockspielen mit Mond nicht XVIII, sondern XXI gemeint ist. Der Grund für diese Namensgebung ist der Umstand, dass frühere Karten auf Französisch angeschrieben waren. Die Karte XXI (Die Welt) heisst auf Französisch le monde (bzw. auf Rätoromanisch il mund). Aus le monde wurde in der deutschsprachigen Welt dann Mond.

## Spielregeln für vier Spieler

### Aufstellung
Gespielt wird zu viert, dabei bilden je zwei Spieler ein Team. Die Ermittlung der Teams geht so: Die Karten werden von einem Spieler gemischt und rechtsherum wird den Spielern je eine offene Karte gegeben. Wenn einer einen Trumpf erhält, bekommt er keine neue Karte mehr. Es wird so häufig rund herum verteilt, bis jeder eine Trumpfkarte vor sich liegen hat. Die zwei niedrigeren Trümpfe bilden ein Team gegen die zwei höheren Trümpfe. Gegebenenfalls müssen sich die Spieler nun umsetzen, so dass sich Partner gegenübersitzen. Der Spieler mit dem niedrigsten Trumpf ist der erste Geber.

### Wert der Karten
| Karte                                               | Punkte   |
| --------------------------------------------------- | -------- |
| Troccas XXI, Troccas I, Narr, Könige (= ils honors) | 5 Punkte |
| Königinnen                                          | 4 Punkte |
| Ritter                                              | 3 Punkte |
| Buben                                               | 2 Punkte |
| alle restlichen Karten                              | 0 Punkte |

Insgesamt sind 72 Punkte im Spiel; gezählt wird jedoch in Stichen (4 Karten, die in einer gemeinsamen Runde gespielt werden). Befindet sich eine Karte mit Zählwert im Stich, zählt der Stich so viel wie diese Karte. Befinden sich zwei Karten mit Zählwert im Stich, werden diese zwei Werte zusammengezählt, wobei man einen Punkt wegzählen muss. Bei drei Karten mit Zählwert werden zwei Punkte abgezogen. Bei vier Karten mit Zählwert werden drei Punkte abgezogen. Gibt es in einem Stich keine Karten mit Zählwert, wird der Stich mit einem Punkt vermerkt. Bei 36 Punkten ist das Soll eines Teams erreicht. Kann sich ein Team nun beispielsweise 41 Punkte gutschreiben, so hat es 5 Gute (5 buns), während das andere Team 5 Schlechte (5 schliats) zählt.

### Spielrunde

Troccas-Trumpf Der Teufel

Troccas-Trumpf Die Welt

Es werden insgesamt vier Spielrunden gespielt, die Guten oder Schlechten werden nach jeder Runde dazugezählt. Diese Spielrunden teilen sich in zwei Phasen auf: Erste Phase ist das Geben. Die zweite Phase ist die Stichrunde. Der erste Geber ist derjenige, der beim Auslosen den niedrigsten Trumpf bekommen hat. Anschliessend geht die Rolle der Gebers gegen den Uhrzeigersinn um den Tisch.

#### 1. Phase: Geben
1. Schritt: Der Geber mischt die Karten und gibt gegen den Uhrzeigersinn sechs Karten an jeden Spieler. Die ersten Karten bekommt der Spieler rechts neben ihm. Jeder Spieler schaut in seine Karten und versucht seine Karten mit codierten Ausdrücken zu beschreiben. Der erste und der zweite Spieler rechts neben dem Geber beschreiben somit ihre Karten oder befehlen sofort eine weitere Runde Geben. Der dritte Spieler kann nun entscheiden, ob er erneut Karten ausgeben lassen will. Er kann dies dem Geber befehlen (cumandar). Er kann aber nicht entscheiden, dass das gesamte Spiel neu gemischt wird, sondern muss die Entscheidung in diesem Falle dem vierten Spieler überlassen. Dieser ist der einzige, der alle bereits verteilten Karten einsammeln kann und neu mischen und verteilen darf. Möchte jedoch im Minimum ein Spieler, dass weiter ausgeteilt wird, muss diesem Wunsch entsprochen werden, da der vierte Spieler als letzter entscheiden darf und bis dann noch niemand befohlen hat.
2. Schritt: Jetzt geht es in die zweite Geber-Runde: Der Geber verteilt weitere sechs Karten im Uhrzeigersinn. Wieder werden reihum die Karten mitgeteilt. Die Prozedur der 1. Runde wiederholt sich.
3. Schritt: Die nächste Runde läuft ähnlich ab, nur verteilt der Geber jedem nun sieben Karten, wobei die letzte offen hingelegt werden kann. Der Geber bekommt am Schluss die letzten neun Karten. Auch hier werden nochmals die Karten mitgeteilt („Rat gehalten“), die Prozedur wiederholt sich.
Diese Schritte können auch abgewandelt werden: Ist ein Team nämlich bereits neun oder mehr Punkte im Minus, kann es verlangen, dass nur in zwei Schritten ausgeteilt wird. In der ersten Runde je neun Karten für jeden Spieler und in der zweiten Runde zehn Karten pro Spieler. Ist das Team sogar 18 Punkte oder mehr im Rückstand, kann es verlangen, dass sämtliche 19 Karten pro Spieler in nur einem einzigen Schritt verteilt werden.
Am Ende der Verteilung der Karten muss der Geber zwei Karten von seiner Hand weglegen, damit er gleich viel Karten auf der Hand hat, wie die anderen Mitspieler. Diese zwei Karten heissen Scart und werden am Schluss zu den Punkten gezählt (falls die andere Mannschaft keinen Match macht). Die 5-Punkte-Karten (ils honors) dürfen dabei nicht in den Scart gelegt werden.

#### 2. Phase: Stichrunde
Der Spieler rechts neben dem Geber eröffnet das Spiel. Er legt eine Karte in die Mitte des Tisches. Gegen den Uhrzeigersinn muss jetzt jeder Spieler eine Karte von seiner Hand auf den Tisch legen. Dabei gilt die Regel, dass die Farbe bekannt werden muss, bzw. es herrscht Farbzwang. (D.h. hat der Spieler nun eine Münz-Karte gelegt, so müssen alle drei Spieler, wenn sie mindestens eine Münz-Karte in der Hand halten, zwingend eine Münz-Karte spielen. Farbe bekennt wird aber immer nur auf die Farbe der Karte, die als erstes auf dem Tisch liegt.) Kann der Spieler die Farbe nicht bekennen, so muss er einen Trumpf spielen. Hat er aber keinen Trumpf auf der Hand, so ist er frei, welche Karte er spielen möchte.
Für das Stechen gilt in dieser Reihenfolge: Ein höherer Trumpf sticht einen niedrigeren Trumpf. Ein Trumpf sticht eine Zahlkarte oder Figurenkarte. Die Farbe, die als erste Karte gespielt wird, sticht alle anderen Farben. Die höheren Zahl- bzw. Figurenkarten stechen die niedrigeren Zahl- bzw. Figurenkarten der gleichen Farbe. Der Narr sticht keine Karte.
In diesem Moment erhält das Ablegen der zwei Karten des Gebers (=scart) einen Sinn. Der Geber muss nämlich versuchen, einen Mangel einer Farbe in seinen Karten herbeizuführen. Erst wenn er die Farbe nicht hat, darf er nämlich Trumpf spielen und hat so die Möglichkeit, dem Gegner eine Figur mit Zählwert zu rauben.
Die Wertigkeit der Zahlkarten ist bei den Farben aber unterschiedlich (linke Karte sticht rechte Karte):
| Bei Kelchen und Münzen:   | König | Königin | Ritter | Bube | 1  | 2 | 3 | 4 | 5 | 6 | 7 | 8 | 9 | 10 |
| Bei Stäben und Schwerter: | König | Königin | Ritter | Bube | 10 | 9 | 8 | 7 | 6 | 5 | 4 | 3 | 2 | 1  |

Es gibt deshalb immer eine eindeutige Wertigkeit innerhalb der auf dem Tisch liegenden vier Karten. Das Team, das die Karte mit der höchsten Wertigkeit gelegt hat, nimmt alle Karten an sich. Man nennt diese vier Karten auch den Stich. Die Stiche werden zusammengelegt und von jedem Team auf einem Stapel gesammelt.

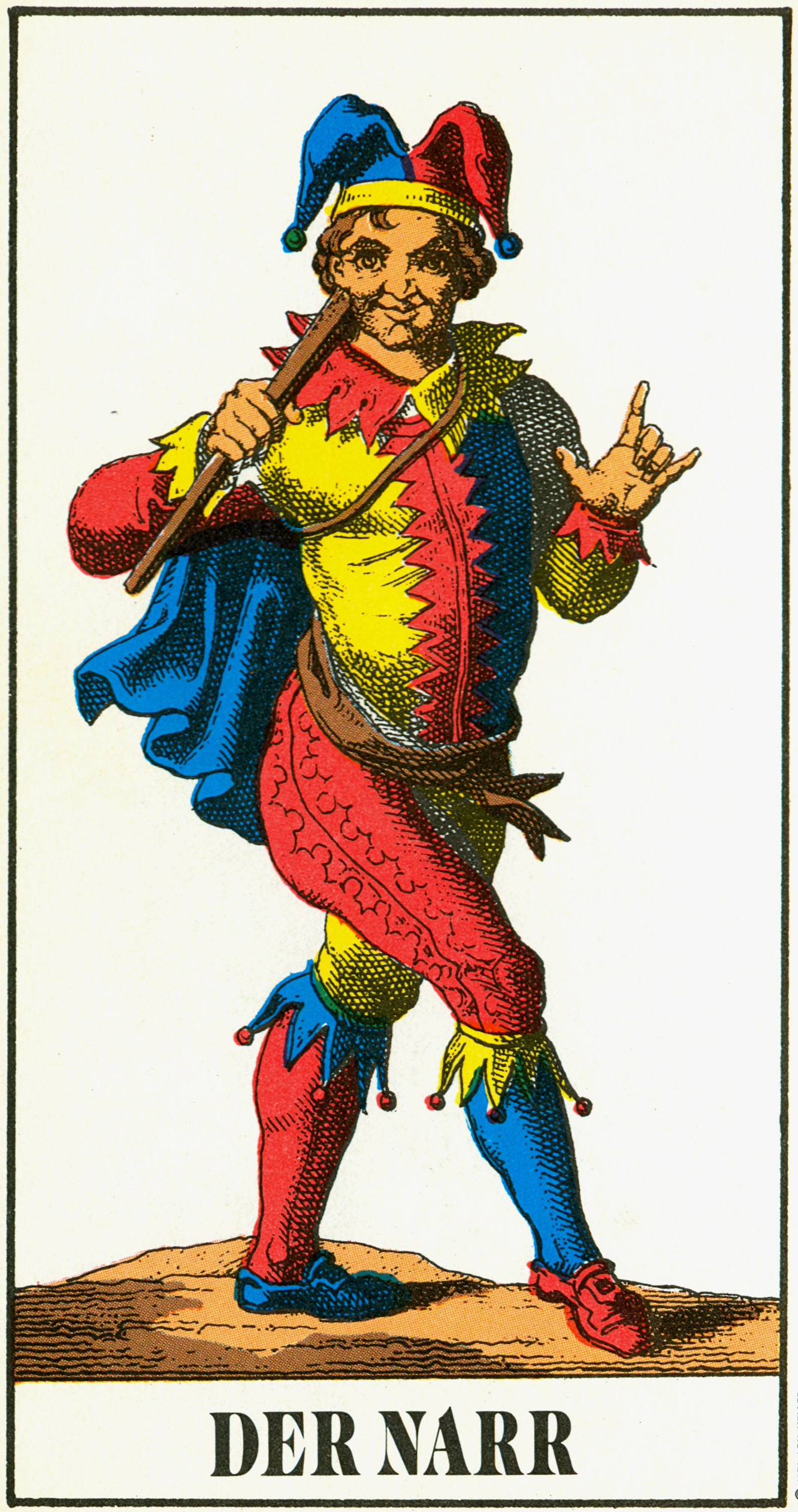
Karte Der Narr

Der Narr hat eine Sonderstellung: er sticht keine Karte. Er kann immer gespielt werden, auch wenn Farbzwang oder Trumpfzwang herrscht. Wird der Narr als erste Karte ausgespielt, so bestimmt die zweite ausgespielte Karte den Farbzwang. Der Narr gehört immer dem Team, der ihn gespielt hat. Geht ein Stich an das andere Team, so wird eine 0-Punkte-Karte eines früheren Stiches (vom eigenen Stapel) mit dem Narren getauscht, so dass er wieder zum Stapel hinzugefügt werden kann. (Dieser Tausch kann auch später im Spiel erfolgen oder am Ende beim Auszählen.) Wenn ein Team alle Stiche macht, so gehört auch der Narr dem Siegerteam.
Spielt jemand als farbbestimmende Karte einen König aus, so kann er nach dem Stich den Buben verlangen. Wer den Buben der gleichen Farbe in seiner Hand hält, muss ihn am Ende der Stichrunde spielen und nimmt sich eine 0-Punkt-Karte der gleichen Farbe vom Tisch. Hat derjenige, der den Buben in der Hand hält, aber vorher die Königin oder den Ritter gespielt, so tauscht er den Buben wieder gegen diese (höherwertige) Karte ein. Die Figur kann vor dem Buben im Stich belassen werden, wenn der Bub anstelle von „Buob“ mit „Buob sche“ („Bub, falls du nicht schon eine Figur gespielt hast“) gerufen wird.
Es gibt noch regionale Sonderregeln:
- Eine besagt, dass derjenige, der den höchsten Trumpf (zuerst ist das die Welt) in der Hand hält einmal auf den Tisch klopfen darf. Wenn diese gespielt wurde, klopft derjenige auf den Tisch, der nun den höchsten Trumpf in der Hand hält. (Nun ist das Gericht der höchste Trumpf.) Diese Regel ist aber nicht mehr erlaubt, weder bei regionalen Turnieren noch bei der Meisterschaft.

### Auszählen
Insgesamt sind 72 Punkte im Spiel, gezählt wird jedoch in Stichen (4 Karten, die in einer gemeinsamen Runde gespielt werden). Befindet sich eine Karte mit Zählwert im Stich, zählt der Stich so viel wie diese Karte. Befinden sich zwei Karten mit Zählwert im Stich, werden diese zwei Werte zusammengezählt, wobei man einen Punkt wegzählen muss. Bei drei Karten mit Zählwert werden zwei Punkte abgezogen. Gibt es in einem Stich keine Karten mit Zählwert, wird der Stich mit einem Punkt vermerkt. Bei 36 Punkten ist das Soll eines Teams erreicht. Kann sich ein Team nun beispielsweise 41 Punkte gutschreiben, so hat es 5 Gute (5 buns), während das andere Team 5 Schlechte (5 schliats) zählt.
Das ganze Spiel zählt 72 Punkte. Die Anzahl Punkte über oder unter der Hälfte (36 Punkte) sind nun massgebend. Bsp. ein Team hat 40 Punkte erreicht, dann sind das vier Punkte mehr als die Hälfte. Dieses Team bekommt nun vier Punkte (+4) zugeschrieben und das gegnerische Team minus vier (−4). Bei der nächsten Runde wird diese Zahl wieder mit dem neuen Ergebnis addiert. Hat z. B. in der zweiten Runde das führende Team nur 30 Punkte gemacht, so sind das minus sechs (−6) also insgesamt minus zwei Punkte (+4 + −6 = −2). Das andere Team hat wieder das gespiegelte Ergebnis, also plus zwei (+2).

## Für drei bis sechs Spieler
Sind es drei oder fünf Spieler, so teilt der Geber 25 bzw. 15 Karten an jeden aus und legt nach dem Verteilen drei statt zwei von seinen Karten weg. Jeder spielt für sich alleine. Beim Auszählen werden die Karten in 3er-Gruppen gezählt, ansonsten wird gleich verfahren wie beim Spiel zu viert. Das mittlere Mass für jeden Spieler beläuft sich bei drei Spielern nun auf 26.
Sind es sechs Spieler, so spielen je drei miteinander und bilden zwei Teams. Der Geber muss jetzt keine von seinen Karten weglegen und jeder Spieler bekommt nur dreizehn Karten zugeteilt.

## Tschintschar
Zusätzlich kommt zum Spiel eine Komponente, die heisst im Rätoromanischen tschintschar oder cantar. (Übersetzt: reden bzw. singen.) Die Idee von diesem Reden ist es, nach den einzelnen Phasen des Gebens dem Partner Information über die eigenen Karten zukommen zu lassen. Das direkte Ansprechen der Karten ist verboten. Es ist aber erlaubt, in einer bestimmten und traditionellen Geheimsprache über die Karten zu sprechen. Dabei werden die Karten geschickt umschrieben. Z.B. eine Familie bezeichnet z. B. alle Figurenkarten einer Farbe. Dabei wird auch auf regionale Gegebenheiten eingegangen. Personen aus Disentis galten früher als vornehm und reich. Karten von Disentis bedeuten somit Figurenkarten, da der König, die Königin, der Ritter und der Bube vornehm gekleidet abgebildet sind.
Eine Auswahl von tschintschar-Begriffen und Redewendungen:
| Rätoromanisch              | Deutsch                                                                              | Bedeutung                                                       | Bemerkung                   |
| -------------------------- | ------------------------------------------------------------------------------------ | --------------------------------------------------------------- | --------------------------- |
| jeu sun da Medel           | ich bin von Medels (Ort in Graubünden)                                               | ich habe einen Trumpf                                           |                             |
| duas da Medel              | zwei von Medels                                                                      | ich habe zwei Trümpfe                                           |                             |
| tschéc da Medel            | viele von Medels                                                                     | ich habe viele (hohe) Trümpfe                                   |                             |
| gnanc tochen Sogn Gion     | nicht bis Sogn Gion (Berg in Graubünden)                                             | ich habe nur schwache Trümpfe                                   | veraltet                    |
| ei va encunter Salvaplauna | in der Nähe von Salvaplana (Ort nahe Disentis)                                       | ich habe sehr starke Trümpfe                                    | veraltet                    |
| clavau dalla claustra      | Klosterkeller                                                                        | ich habe sehr starke Trümpfe                                    | veraltet                    |
| dar da freid               | ich spiele kalt                                                                      | ich habe keine Trümpfe mehr                                     |                             |
| ina cuort                  | ein Hof                                                                              | ich habe König, Königin, Ritter und Bube einer Farbe            |                             |
| ina famiglia               | eine Familie                                                                         | ich habe König, Königin, Ritter und Bube einer Farbe            |                             |
| ina napla                  | eine Gruppe                                                                          | ich habe König und Königin einer Farbe                          | benutzt in Brigels          |
| mo in pèr da Tujetsch      | nur ein paar von Tujetsch (Ort in Graubünden)                                        | ich habe einige Figurenkarten                                   |                             |
| da Mustér                  | ich habe solche von Disentis (Leute aus Disentis wurden früher als reich angesehen.) | ich habe einige Figurenkarten                                   | benutzt in Medels, veraltet |
| ina flur                   | eine Blume                                                                           | zwei Könige                                                     |                             |
| in fluretg                 | ein Blümchen                                                                         | ein König                                                       |                             |
| in fluretg nausch          | ein winziges Blümchen                                                                | ein ungedeckter König (ohne weitere Figurenkarten dieser Farbe) |                             |
| in tschéc fluretg          | viele Blümchen                                                                       | zwei gedeckte Könige (mit weiteren Figurenkarten dieser Farbe)  |                             |
| in miserabel               | ein Miserabler                                                                       | ein ungedeckter König (ohne weitere Figurenkarten dieser Farbe) |                             |
| strusch in                 | gerade mal einer                                                                     | ein König oder nur Trumpf I (der Magier)                        |                             |
| ina femna                  | eine Frau                                                                            | mehrere Königinnen                                              |                             |
| in tec carn                | ein wenig Fleisch                                                                    | wenige Figurenkarten                                            |                             |
| in                         | bei einem guten einen                                                                | einen König mit weiteren Karten seiner Farbe                    |                             |
| il narr                    | ein guter Narren                                                                     | die Karte Der Narr mit anderen Trümpfen                         |                             |
| il narr blut               | ein nackter Narr                                                                     | die Karte Der Narr ohne andere Trümpfe                          |                             |
| jeu gidel                  | ich kann helfen                                                                      | ich habe eine sehr gute Hand                                    |                             |
| jeu tegn cun tei           | ich kann helfen                                                                      | ich habe eine gute Hand                                         |                             |
| jeu sun cheu               | ich bin hier                                                                         | ich habe eine sehr gute Hand                                    |                             |
| mia part bein              | mein Teil ist gut                                                                    | ich habe eine gute Hand                                         |                             |
| jeu hai miu giug           | ich habe mein Spiel                                                                  | ich habe eine gute Hand                                         |                             |
| strusch mia part           | mein Teil ist schlecht                                                               | ich habe eine schlechte Hand                                    |                             |
| pli bugen autras           | ich hätte lieber andere Karten                                                       | ich habe eine schlechte Hand                                    |                             |
| tric e trac                | dies und das                                                                         | zur Hälfte Trümpfe                                              | benutzt in Brigels          |
| senza mei                  | ohne mich                                                                            | ich habe eine schlechte Hand                                    |                             |
| vitas                      | leere Karten                                                                         | ich habe eine schlechte Hand                                    |                             |
| aunc sis da quellas        | nochmals sechs von diesen                                                            | ich möchte, dass weiter ausgeteilt wird                         |                             |
| dai vinavon!               | verteil noch mehr                                                                    | ich möchte, dass weiter ausgeteilt wird                         |                             |
| jeu mirel!                 | ich sehe es                                                                          | ich möchte, dass weiter ausgeteilt wird                         |                             |
| jeu stun!                  | ich bleibe                                                                           | wir spielen mit diesen Karten                                   |                             |
| tuttas                     | alle                                                                                 | ich möchte, dass weiter ausgeteilt wird                         |                             |
| nus dein                   | lass uns spielen                                                                     | wir spielen mit diesen Karten                                   |                             |

## Publikationen
- Deplazes, Carla (1987): Troccas – Das Tarockspiel in Graubünden. In: Schweizerisches Archiv für Volkskunde 83. Jahrgang, Heft 1/2, Basel 1987, S. 41–59.
- Berther, Norbert und Carigiet, Gieri (1985): Turnier da Troccas a Savognin.
- Cathomas, Annalisa (2000): Cuorta introducziun el giug da Troccas.